# Pancho Villa Ekspeditionen
Pancho Villa Ekspeditionen (officiel kendt i USA som Mexican Expedition), var en militær operation udført af den amerikanske hær mod de mexicanske oprørsstyrker ledet af Pancho Villa, fra 1916 til 1917.
Operationen var en gengældelsesaktion for Villas illegale indtrængen i USA og efterfølgende angreb på landsbyen Columbus i Luna County, New Mexico.
Den officielle start og slutdatoer var henholdsvis 14. marts 1916 og 7. februar 1917.
Præsident Woodrow Wilson valgte general John J. Pershing til at lede en styrke på ca. 10.000 mand, med det formål at fange Pancho Villa.
Af senere kendte amerikanske officerer deltog løjtnant George S. Patton i ekspeditionen.
Ekspeditionen var en begrænset succes, Panco Villa undgik tilfangetagelse.
| Militær | Spire Denne artikel om militær er en spire som bør udbygges. Du er velkommen til at hjælpe Wikipedia ved at udvide den. |